# Godelieve Spiessens
Godelieve Spiessens (Deurne, 19 mei 1932 - Deurne, 27 maart 2020) was een Antwerpse musicologe, kunsthistorica en geschoold muzikante.

## Biografie
Godelieve Spiessens  werd op 19 mei 1932 geboren in Deurne. Haar vader was handelaar in bouwmaterialen. Haar moeder was muzikaal begaafd en volgde les bij de Antwerpse operazangeres Octavie Belloy (1894-1965; in Amerika bekend onder de naam Tavie Belge).  
Na voltooiing van haar Grieks-Latijnse humaniora studeerde Spiessens musicologie en kunstgeschiedenis aan de Katholieke Universiteit Leuven, waar ze in 1962 tot doctor promoveerde op een proefschrift over de Antwerpse luitcomponist Emanuel Adriaenssen. Zij was mandataris van het Nationaal Fonds voor Wetenschappelijk Onderzoek en assistent aan de KULeuven, wetenschappelijk medewerker bij het Nationaal Centrum voor Navorsingen over de Vlaamse Primitieven en in de Koninklijke Bibliotheek van België. Zij was kunstadviseur, muziekrecensent, concertmanager, muziekbibliothecaris en radioproducer. 
Haar wetenschappelijk onderzoek was vooral gericht op de geschiedenis van de luitmuziek in de Nederlanden en het Antwerpse muziekleven tijdens het Ancien Régime. Ze publiceerde tal van bijdragen in binnen- en buitenlandse encyclopedieën en biografische woordenboeken, in tijdschriften, boeken en tentoonstellingscatalogi.
Haar archief wordt bewaard, deels in het Letterenhuis, deels in de bibliotheek van het Koninklijk Conservatorium Antwerpen (vooral haar muziekdocumentatie).

## Publicaties in boekvorm
- Luitmuziek van Emanuel Adriaenssen. Antwerpen, Vereniging voor Muziekgeschiedenis, 1966
- Leven en werk van de Antwerpse luitcomponist Emanuel Adriaenssen (ca. 1551-1604). Brussel, Paleis der Academiën, 1974, 2 delen
- Catalogue des lettres de musiciens conservées à la Bibliothèque royale Albert Ier. Brussel, 1988 (onuitgegeven)
- Leven en werk van de Antwerpse schilder Alexander Adriaenssen (1587)1661). Brussel, Paleis der Academiën, 1990
- Zuidnederlandse klavecimbelmuziek: drie handschriften in het Rijksarchief Antwerpen: Arendonk, Dimpna Isabella en Maria Therese Reijnders, 17de eeuw. Peer, Alamire Muziekuitgeverij, 1998
- Geluit in Antwerpen tijdens het Ancien Régime. Antwerpen, Cantiga, 2009
- De Antwerpse stadsspeellieden (ca. 1411-1794). Antwerpen, Universitas, 2014

## Prijzen en onderscheidingen
- Laureaat van de Koninklijke Academie voor Wetenschappen, Letteren en Schone Kunsten van België, Klasse der Schone Kunsten, Brussel, 1959.
- Eerste laureaat van de Universitaire Wedstrijd, Groep Archeologie en Kunstgeschiedenis der Middeleeuwen of Moderne Tijden, Brussel, 1960.
- Provinciale prijs voor geschiedenis en volkskunde, Antwerpen, 1976.
- Diploma of the International Who's Who in Music, Cambridge, 1976.
- Laureaat van de Koninklijke Academie voor Wetenschappen, Letteren en Schone Kunsten van België, Klasse der Schone Kunsten, Brussel, 1988.
- Provinciale prijs voor geschiedenis en volkskunde, erkenning voor gezamenlijk oeuvre, Antwerpen, 2006.